# آستین استول
آستین استول (انگلیسی: Austin Stowell؛ زادهٔ ۲۴ دسامبر ۱۹۸۴) بازیگر آمریکایی است. او برای بازی در فیلم‌های داستان دلفین (۲۰۱۱) و دنبالۀ آن داستان دلفین ۲ (۲۰۱۴)، ویپلش (۲۰۱۴) و ایفای نقش فرانسیس گری پاورز در پل جاسوس‌ها (۲۰۱۵) به کارگردانی استیون اسپیلبرگ شناخته شده‌است.

## فیلم‌شناسی

### فیلم
| سال  | عنوان          | نقش               | یادداشت                 |
| ---- | -------------- | ----------------- | ----------------------- |
| ۲۰۱۱ | سوراخ          | دکتر بخش اورژانس  |                         |
| ۲۰۱۱ | داستان دلفین   | کایل              |                         |
| ۲۰۱۳ | عشق و افتخار   | دالتون            |                         |
| ۲۰۱۴ | ویپلش          | رایان             |                         |
| ۲۰۱۴ | وارن           | تد گوردون         |                         |
| ۲۰۱۴ | رفتار بد       | کوین              |                         |
| ۲۰۱۴ | داستان دلفین ۲ | کایل              |                         |
| ۲۰۱۵ | پل جاسوس‌ها     | فرانسیس گری پاورز |                         |
| ۲۰۱۶ | در نبردی مشکوک | ادی               |                         |
| ۲۰۱۶ | غول‌آسا         | جوئل              |                         |
| ۲۰۱۷ | استراتون       | هنک               |                         |
| ۲۰۱۷ | نبرد دو جنس    | لری کینگ          |                         |
| ۲۰۱۸ | ۱۲ نیرومند     | گروهبان فرد فالز  |                         |
| ۲۰۱۸ | قدرت بالاتر    | مایکل             |                         |
| ۲۰۱۹ | بلعیدن         | ریچی              |                         |
| ۲۰۲۰ | جزیره فانتزی   | پاتریک سالیوان    |                         |
| ۲۰۲۱ | بازی کینه      | جاشوآ تمپلمن      | همچنین تهیه‌کننده اجرایی |

### تلویزیون
| سال       | عنوان                      | نقش                   | یادداشت                |
| --------- | -------------------------- | --------------------- | ---------------------- |
| ۲۰۱۱–۲۰۰۹ | زندگی مخفی نوجوان آمریکایی | جسی                   | ۱۵ قسمت                |
| ۲۰۱۰      | ۹۰۲۱۰                      |                       | قسمت: «سال آخر، عزیزم» |
| ۲۰۱۰      | ان‌سی‌آی‌اس: لس آنجلس         | جیمز وینستون          | قسمت: «تحویل ویژه»     |
| ۲۰۱۳      | پشت چلچراغ                 | مرد پشت صحنه          | فیلم تلویزیونی         |
| ۲۰۱۵      | اخلاق عمومی                | شان                   | ۱۰ قسمت                |
| ۲۰۱۹      | تبصره۲۲                    | ادوارد جی. نتلی       | مینی‌سریال              |
| ۲۰۲۰      | داستان‌های شگفت‌انگیز        | تئودور کول            | قسمت ۵: «شکاف»         |
| ۲۰۲۱      | نیلوفر آبی سفید            | مهمان هتل             | قسمت ۶: «انحراف»       |
| ۲۰۲۲      | نفس بکش                    | سم                    |                        |
| ۲۰۲۲      | یک دوست خانوادگی           | مأمور اف‌بی‌آی پیت والش | مینی‌سریال              |